# Bobbejaan Schoepen
Bobbejaan Schoepen, vlastním jménem Modeste Schoepen (16. května 1925 Boom – 17. května 2010 Turnhout) byl belgický písničkář, herec a režisér filmu Bobbejaanland.

## Dílo

### Písňová tvorba
- Ich hab Ehrfurcht vor schneeweißen Haaren / Eerbied voor jouw grijze haren (1959)
- Je me suis souvent demandé (1965)
- Ich steh an der Bar und ich habe kein Geld / A Pub with No Beer (1959/1960)
- Lichtjes van de Schelde (1952)
- Hutje op de Heide / Ein Hauschen auf der Heide (1960)
- Kili watch (1961)
- Roy old Boy (1959)

### Filmová tvorba
- Ah! t’Is zo fijn in België te leven (1950, belgický)
- Televisite (belgický TV seriál 1955)
- The Eurovision Song Contest (1957, Německo)
- At the Drop of a Head (1962, belgický–Anglie)
- O sole mio (1960, Německo)
- Davon träumen alle Mädchen (1961, Německo)
- Bobbejaanland (koprodukce ZDF, Barrandov, režie Vladimír Sís, 1967)
- Der Goldene Schuß – epizoda TV seriálu (muzikál, 1969 Německo)
- Uit met Bobbejaan (BRT/belgický, 1969)
- 30 jaar Bobbejaan (BRT/belgický, 1978)
- Bobbejaan 70 (BRT/belgický, 1995)